# Villosa fabalis
Villosa fabalis е вид мида от семейство Unionidae. Видът е застрашен от изчезване.

## Разпространение
Разпространен е в Канада (Онтарио) и САЩ (Алабама, Вирджиния, Западна Вирджиния, Илинойс, Индиана, Кентъки, Мичиган, Ню Йорк, Охайо, Пенсилвания и Тенеси).